# ژنزیم
ژنزیم (انگلیسی: Genzyme) یک شرکت بیوتکنولوژی آمریکایی است که در کمبریج، ماساچوست مستقر است. در سال ۲۰۱۰، ژنزیم سومین شرکت بزرگ زیست فناوری در جهان بود که بیش از ۱۱۰۰۰ نفر را در سرتاسر جهان استخدام کرد. ژنزیم تقریباً در ۶۵ کشور جهان، از جمله ۱۷ مرکز تولید و ۹ آزمایشگاه آزمایش ژنتیک، حضور دارد. محصولات آن نیز در ۹۰ کشور جهان به فروش می‌رسد. در سال ۲۰۰۶ و ۲۰۰۷، ژنزیم به عنوان یکی از ۱۰۰ شرکت برتر مجله فرچون شناخته شد. این شرکت ارزشی بیش از ۸۳ میلیون دلار محصول در سراسر جهان به فروش می‌رساند. در سال ۲۰۰۶، ۱۱ میلیون دلار کمک مالی دریافت کرده‌است. در سال ۲۰۰۵، ژنزیم به مدال ملی فناوری و نوآوری اعطا شد، بالاترین سطح افتخاری که رئیس‌جمهور ایالات متحده به نوآوران برجسته آمریکا اعطا می‌کند.